# Palacio consistorial del II Distrito de París
El palacio consistorial del II Distrito de París es el edificio que alberga los servicios municipales de la 2 distrito de París, Francia. Se encuentra en la rue Banco.

## Historia
Fue diseñado por el arquitecto Alphonse-François-Joseph Girard y construido a finales de 1848. Originalmente albergó el consistorio del III Distrito, ya que los antiguos distritos de París no tenían la misma división que en la actualidad antes de la ampliación de la capital francesa en 1860. Los servicios municipales del II Distrito se establecieron aquí después de esta fecha.
El arquitecto Paul Lelong estuvo a cargo de la apertura de la rue de la Banque que se llevó a cabo en 1844. También fue responsable de la construcción de los edificios públicos que debían bordearla, como el Hotel du Timbre y el registro, el cuartel de la Guardia de París y este consistorio, pero murió en 1846 sin completar su obra. Estos serán completados por otros arquitectos, como su colaborador, Girard, quien se encarga de terminar el consistorio entre 1847 y 1852.
En su interior, el salón de bodas fue realizado por Charles-Gustave Huillard, alumno de Victor Baltard. Las pinturas de la sala fueron realizadas por el pintor Georges Moreau de Tours.
Fue registrado parcialmente, fachada, cubierta, vestíbulo, salón de bodas, como monumento histórico por decreto del 7 de mayo de 1982.

### El luchador de la resistencia Jacques Bidaut
El 16 de noviembre de 1943 la Gestapo vino a arrestar por denuncia a Jacques Bidaut, secretario general del conssitorio. Este proporcionó papeles falsos, cupones de racionamiento, documentos oficiales en blanco a varios grupos de combatientes de la resistencia. Murió en el campo de Neuengamme, el 4 de diciembre de 1944. Una plaza del II Distrito lleva su nombre en la rue de la Lune.

### Creación del sector Centro de París
El 11 de julio de 2020 se creó el sector Centro de París, que reúne a los cuatro distritos centrales de París. De acuerdo con los resultados de una votación de los ciudadanos, el consistorio del  III Distrito se convierte en el consistorio del sector y el del II Distrito se convirtió en el centro del centro de servicios sociales de París.